# 达格玛·哈泽
达格玛·哈泽（德語：Dagmar Hase，1969年12月22日—），德国女子游泳运动员。她曾代表德国参加1992年和1996年夏季奥林匹克运动会游泳比赛，获得一枚金牌、五枚银牌和一枚铜牌。